# Minie Brinkhoff
Wilhelmina "Minie" Brinkhoff-Nieuwenhuis, née le 19 décembre 1952 à Zevenaar, est une coureuse cycliste néerlandaise.

## Palmarès
- 1972
  - 2e du championnat du monde de vitesse
  - 2e du championnat des Pays-Bas de poursuite
  - 3e du championnat des Pays-Bas sur route
- 1973
  - 3e du championnat des Pays-Bas de poursuite
- 1974
  - 2e du championnat des Pays-Bas sur route
  - 3e du championnat des Pays-Bas de poursuite
- 1977
  - 3e du championnat du monde de cyclisme sur route